# Trois gars, deux filles et un trésor
Pour plus de détails, voir Fiche technique et Distribution.
Trois gars, deux filles et un trésor (Easy Come, Easy Go) est un film américain de John Rich sorti en 1967.

## Synopsis
Alors qu'il effectue une plongée, Ted Jackson, soldat de la Marine américaine, découvre un trésor au fond de l'eau. Savourant sa joie sur le moment, Ted oublie cependant un petit détail : Les descendants du propriétaire du bateau coulé pourraient se manifester, ce qui ne tarde pas à arriver. La jeune et séduisante Jo Symington se présente et réclame sa part, ce que Ted refuse. Commence alors un conflit entre les deux aventuriers…

## Fiche technique
- Titre original : Easy Come, Easy Go
- Titre français : Trois gars, deux filles et un trésor
- Réalisation : John Rich
- Scénario : Allan Weiss et Anthony Lawrence
- Direction artistique : Hal Pereira
- Costumes : Edith Head
- Photographie : William Margulies
- Montage : Archie Marshek
- Musique : Joseph J. Lilley
- Production : Hal B. Wallis
- Société de production : Paramount Pictures
- Pays :  États-Unis
- Langue : anglais
- Format : couleurs - 35 mm - 2,35:1 - son mono
- Genre : Film d'aventures
- Durée : 95 minutes (1 h 35)
- Dates de sortie :
  - États-Unis : 22 mars 1967 (première à San Francisco), 14 juin 1967 (sortie nationale)
  - France : 6 décembre 1967

## Distribution
- Elvis Presley (VF : Hubert Noël) : Ted Jackson
- Dodie Marshall (VF : Paule Emanuele) : Jo Symington
- Pat Priest : Dina Bishop
- Pat Harrington (VF : Gérard Hernandez) : Judd Whitman
- Skip Ward (VF : Jacques Torrens) : Gil Carey
- Sandy Kenyon (VF : Roger Rudel) : Schwartz
- Frank McHugh (VF : Henri Virlogeux) : Capitaine Jack
- Ed Griffith (VF : Claude d'Yd) : Cooper
- Read Morgan : Enseigne Tompkins
- Mickey Elley : Enseigne Whitehead
- Elaine Beckett : Vicki
- Shari Nims (VF : Katy Vail) : Mary
- Diki Lerner : Zoltan
- Robert Isenberg : l'artiste
- Elsa Lanchester : Mrs. Neherina